# Philodromus alboniger
Philodromus alboniger es una especie de araña cangrejo del género Philodromus, familia Philodromidae. Fue descrita científicamente por Caporiacco en 1949.

## Distribución
Esta especie se encuentra en Kenia.